# Antônio Lima dos Santos
Antônio Lima dos Santos, zvaný Lima (18. ledna 1942, São Sebastião do Paraíso – 3. února 2025), byl brazilský fotbalový záložník.

## Klubová kariéra
Hrál za Clube Atlético Juventus, Santos FC, Club Jalisco, Fluminense FC, Tampa Bay Rowdies a Associação Atlética Portuguesa (Santos). Za Santos nastoupil v Poháru osvoboditelů v 19 utkáních a dal 4 góly a v Interkontinentálním poháru v 5 utkáních a dal 1 gól, dvakrát vyhrál Pohár osvoboditelů a dvakrát Interkontinentální pohár.

## Reprezentační kariéra
Za brazilskou fotbalovou reprezentaci nastoupil v letech 1963- 1966 ve 14 utkáních a dal 4 góly. Byl členem brazilské reprezentace na Mistrovství světa ve fotbale 1966 v Anglii, nastoupil ve všech 3 utkáních.